# 2024年糖业法令
《2024年糖业法令》（英語：Sugar Act, 2024，简称《糖业法令》）是肯尼亚的一部法律，规范了該國的糖业事務。《糖业法令》亦是肯尼亚在2024年通过的第11部法律，並登載於肯尼亚公报第127卷的第12册。

## 背景
自2013年以来，肯尼亚的糖业一直承受不利影响，影响包括糖生产成本增加、糖种植面积减少、糖市场缺乏、未能控制糖进出口、糖业公司管理不善以及缺乏研究和甘蔗发展计划等。另外，甘蔗偷盗问题日益猖獗也是立法原因之一。立法前，肯尼亚的糖业管理工作一直交由农业和食品管理局糖业部门（Agriculture and Food Authority Sugar Directorate, AFASD）执行，糖业研究的工作一直交由肯尼亚农业和畜牧业研究组织（Kenya Agricultural and Livestock Research Organization, KARLO）承担。

## 历程
2022年10月6日，《2022年糖业法案》（Sugar Bill 2022）（下简称《糖业法案》）由肯尼亚农业和畜牧业发展部的伊曼纽尔·旺圭和肯尼亚参议院的参议员大卫·瓦科利提交审议。2024年10月18日，肯尼亚国民议会批准了《糖业法案》。2024年10月29日，《糖业法案》获得肯尼亚参议院批准。2024年11月1日，肯尼亚总统威廉·鲁托签署并批准了《糖业法案》，使《糖业法案》成为了《2024年糖业法令》。2024年11月21日，《糖业法令》开始生效。

## 内容

### 章节
《糖业法令》有以下11个章节，分别是：
- 初步
- 肯尼亚糖业委员会的建立、权力和职能
- 许可和注册
- 肯尼亚糖业研究和培训研究所的建立
- 糖业检查员的任命
- 财务条款
- 糖业仲裁法庭的建立
- 其他条款
- 关于转授权力的条款
- 相应对其他法律进行修订
- 保留与过渡性条款

### 附表
《糖业法令》有以下3个附表，分别是：
- 划定的糖业种植区
- 关于肯尼亚糖业委员会业务和事务的条款
- 关于糖业仲裁法庭会议和程序的条款

## 引用及修正

### 引用
《糖业法令》总计引用了6部法律，分别是：
- 《民事诉讼法令》（Civil Procedure Act）
- 《证据法令》（Evidence Act）
- 《社会组织法令》（Societies Act）
- 《农作物法令》（Crops Act）
- 《公共审计法令》（Public Audit Act）
- 《农业和食品管理局法令》（Agriculture and Food Authority Act）

### 修正
《糖业法令》总计修正了2部法律，分别是：
- 《农作物法令》
- 《农业和食品管理局法令》

## 后续及影响
《糖业法案令》通过后，农业内阁秘书安德鲁·卡兰贾任命了领导肯尼亚糖业委员会（Kenya Sugar Board, KSB）与肯尼亚糖业研究和培训研究所（Kenya Sugar Research and Training Institute, KSRTI）的代理首席执行官。同时，糖业税提升了最多4个百分点。